# Axel Lindahl (Leichtathlet)
Axel Lindahl (Axel Leander Lindahl; * 8. Dezember 1885 in Säfsnäs, Ludvika; † 8. August 1959 in Gustafsström, Filipstad) war ein schwedischer Langstreckenläufer.
Bei den Olympischen Spielen 1912 in Stockholm erreichte er im Crosslauf nicht das Ziel.